# Empis kerteszi
Empis kerteszi är en tvåvingeart som beskrevs av Mario Bezzi 1900. Empis kerteszi ingår i släktet Empis och familjen dansflugor. Inga underarter finns listade i Catalogue of Life.